# Philippe Camus (écrivain)
Pour les articles homonymes, voir Philippe Camus et Camus.

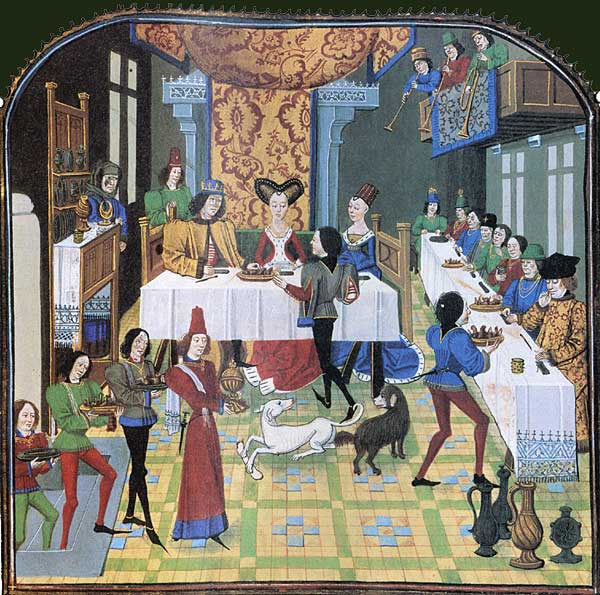
Enluminure attribuée à Loyset Liédet pour l'Histoire d'Olivier de Castille et d'Artus d'Algarbe, manuscrit Français 12574 de la Bibliothèque nationale de France, folio 181v.

Philippe Camus est un écrivain français du XVe siècle, auteur de l'Histoire d'Olivier de Castille et Artus d'Algarbe écrit entre 1430 et 1460, ainsi que d'un remaniement en prose du roman de chevalerie Cleomadés d'Adenet le Roi.
Le dédicataire de l'Histoire d'Olivier de Castille et Artus d'Algarbe est Jean II de Croÿ, seigneur de Chimay, homme d'État au service des ducs de Bourgogne.